# بطولة تونس للكرة الطائرة للرجال 1987-1988
بطولة تونس للكرة الطائرة للرجال 1987-1988 هو الموسم رقم 33 من بطولة تونس للكرة الطائرة للرجال.

فاز بهذا الموسم النادي الرياضي الصفاقسي.

## روابط خارجية
- الموقع الرسمي للجامعة التونسية للكرة الطائرة.